# Sous-groupe normal minimal
En mathématiques, et plus particulièrement en théorie des groupes, un sous-groupe normal minimal d'un groupe G est un élément minimal de l'ensemble des sous-groupes normaux de G non réduits à l'élément neutre, cet ensemble étant ordonné par inclusion. Un sous-groupe normal minimal de G est donc un sous-groupe normal N de G tel que 1 < N et qu'il n'y ait aucun sous-groupe normal K de G pour lequel 1 < K < N. (L'expression « sous-groupe normal minimal » est évidemment quelque peu abusive, puisqu'en toute rigueur des termes, 1 est le seul sous-groupe normal minimal de G. Cet abus de langage est cependant quasi universel.)

## Quelques faits
- Tout groupe fini non réduit à l'élément neutre admet au moins un sous-groupe normal minimal.

En effet, soit G un groupe fini non réduit à l'élément neutre. Il existe au moins un sous-groupe normal de G qui n'est pas réduit à l'élément neutre, à savoir G lui-même. Parmi les sous-groupes normaux de G non réduits à l'élément neutre, considérons-en un, soit N, du plus petit ordre possible. Il est clair que N est un sous-groupe normal minimal de G.
- Un groupe infini n'admet pas forcément de sous-groupe normal minimal. Par exemple, le groupe additif Q des nombres rationnels n'en admet pas. En effet, puisque Q est abélien, tous ses sous-groupes sont normaux, donc un sous-groupe normal minimal N de Q serait un groupe non réduit à l'élément neutre et n'ayant aucun autre sous-groupe que lui-même et son sous-groupe réduit à l'élément neutre. On montre facilement qu'un tel groupe est fini (d'ordre premier), or Q n'admet pas d'élément d'ordre fini autre que 0.
- Tout sous-groupe normal minimal d'un groupe est un groupe caractéristiquement simple.

Cela se déduit facilement du fait que tout sous-groupe caractéristique d'un sous-groupe normal d'un groupe G est sous-groupe normal de G.
(On peut prouver que, réciproquement, tout groupe caractéristiquement simple G non réduit à l'élément neutre peut être plongé dans un groupe H admettant G pour sous-groupe normal minimal, à savoir H = Hol(G).)
On sait que si un groupe caractéristiquement simple K admet un sous-groupe normal minimal H, alors H est simple et K est somme restreinte d'une famille (finie ou infinie) de sous-groupes simples tous isomorphes à H (et cette famille peut être choisie telle qu'elle comprenne H). Compte tenu de l'énoncé précédent, ceci nous donne :
- Si G est un groupe, N un sous-groupe normal minimal de G et H un sous-groupe normal minimal de N, alors H est simple et N est somme restreinte d'une famille (finie ou infinie) de sous-groupes simples tous isomorphes à H (et cette famille peut être choisie telle qu'elle comprenne H).

On peut en fait démontrer cet énoncé un peu plus fort :
- Si G est un groupe, N un sous-groupe normal minimal de G et H un sous-groupe normal minimal de N, alors H est simple et N est somme restreinte d'une famille (finie ou infinie) de sous-groupes simples tous conjugués de H dans G (et cette famille peut être choisie telle qu'elle comprenne H).

De cet énoncé, ou du précédent, résulte celui-ci :
- Si G est un groupe fini résoluble, si N est un sous-groupe normal minimal de G, alors N est un groupe abélien élémentaire, c'est-à-dire le produit direct d'une famille (finie) de groupes tous isomorphes à un même groupe Z/pZ, pour un certain nombre premier p.

En effet, d'une part, un groupe fini non réduit à l'élément neutre admet toujours au moins un sous-groupe normal minimal et, d'autre part, un sous-groupe simple d'un groupe résoluble est à la fois simple et résoluble et est donc un groupe fini d'ordre premier.
L'énoncé ci-dessus est utilisé dans la démonstration du théorème de Philip Hall sur l'existence des sous-groupes de Hall dans les groupes résolubles finis.